# شهرستان لینکلن (کلرادو)
شهرستان لینکلن، کلرادو (به انگلیسی: Lincoln County, Colorado) یک سکونتگاه مسکونی در ایالات متحده آمریکا است که در کلرادو واقع شده‌است.

## خصوصیات
شهرستان لینکلن ۶٬۶۹۷٫۷۵ کیلومترمربع مساحت دارد.